# Kalaupapa
Kalaupapa è una comunità non incorporata degli Stati Uniti d'America, situata nella penisola omonima sull'isola di Molokai nelle Hawaii. È il capoluogo della contea di Kalawao. Si trova alla base di alcune delle più alte falesie del mondo, le quali si elevano fino a 610 metri sopra l'oceano Pacifico.

## Etimologia
In lingua hawaiana kalaupapa significa "pianura frondosa", nome originariamente attribuito alla penisola di origine vulcanica su cui sorge la cittadina.

## Storia
Nel 1866, durante il regno di Kamehameha V delle Hawaii, il parlamento delle Hawaii approvò una legge che portò alla creazione di una colonia di lebbrosi sulla penisola di Kalaupapa, dove i pazienti colpiti dalla malattia dovevano essere messi in isolamento per impedire loro di infettare altre persone. Gli abitanti originari della zona furono cacciati, e la cittadina di Kalaupapa venne fondata nel 1890 a scapito del precedente centro amministrativo di Kalawao a causa della sua posizione geografica più vantaggiosa. Pochi anni più tardi il regno delle Hawaii fu assorbito dagli Stati Uniti d'America, ma la gestione del lebbrosario rimase inalterata.
Nel 1905 fu fondata la contea di Kalawao, di cui Kalaupapa divenne il capoluogo. Cominciò allora una vasta opera di ampliamento della cittadina, che vide la costruzione di numerosi nuovi edifici come un ospedale, un acquedotto e un faro. Negli anni 1930 fu invece costruito un aeroporto per favorire le comunicazioni col resto delle Hawaii.
Con l'abolizione della quarantena forzata nel 1969 la contea di Kalawao e quindi Kalaupapa si sono spopolate, e dal Censimento degli Stati Uniti d'America del 2020 tutti gli abitanti della contea risultano vivere nel capoluogo, mentre gli altri villaggi (Kalawao, Makanalua e Waikolu) sono disabitati.